# William Tibertus McCarty
William Tibertus McCarty CSsR (* 11. August 1889 in Crossingville, Pennsylvania; † 14. September 1972) war ein US-amerikanischer Ordensgeistlicher und römisch-katholischer Bischof von Rapid City.

## Leben
William Tibertus McCarty trat der Ordensgemeinschaft der Redemptoristen bei und legte am 2. August 1910 die ewige Profess ab. McCarty empfing am 10. Juni 1915 das Sakrament der Priesterweihe.
Am 2. Januar 1943 ernannte ihn Papst Pius XII. zum Titularbischof von Anaea und bestellte ihn zum Weihbischof im US-amerikanischen Militärordinariat. Der Erzbischof von New York, Francis Spellman, spendete ihm am 25. Januar desselben die Bischofsweihe; Mitkonsekratoren waren der Bischof von Brooklyn, Thomas Edmund Molloy, und der Weihbischof im US-amerikanischen Militärordinariat, John Francis O’Hara CSC.
Am 10. April 1947 bestellte ihn Pius XII. zum Koadjutorbischof von Rapid City. William Tibertus McCarty wurde am 11. März 1948 in Nachfolge des verstorbenen John Jeremiah Lawler Bischof von Rapid City. Am 11. September 1969 trat McCarty als Bischof von Rapid City zurück. Daraufhin ernannte ihn Papst Paul VI. zum Titularbischof von Rotdon. Am 13. Januar 1971 verzichtete William Tibertus McCarty auf das Titularbistum Rotdon.
William Tibertus McCarty nahm an allen vier Sitzungsperioden des Zweiten Vatikanischen Konzils teil.